# Funkční medicína
Funkční medicína je forma alternativní medicíny, která zahrnuje řadu neověřených a vyvrácených metod a léčebných postupů. Její zastánci tvrdí, že se zaměřuje na „kořenové příčiny“ nemocí založené na interakcích mezi životním prostředím a gastrointestinálním, endokrinním a imunitním systémem, aby bylo možné vypracovat „individuální léčebné plány.“

Bývá označována za pseudovědu, šarlatánství a ve své podstatě jen za přejmenování komplementární a alternativní medicíny. Ve Spojených státech byly postupy funkční medicíny Americkou akademií rodinných lékařů označeny za nezpůsobilé pro kreditování kurzů z důvodu obav, že mohou být škodlivé.

## Definice
Podle Jeffreyho Blanda, tvůrce funkční medicíny, je nemoc konečným bodem funkčního procesu. Funkční procesy mohou buď postupovat, nebo regredovat, tj. probíhat oběma směry. Směr změn má být dán interakcí genetické výbavy jedince s prostředím, stravou a životním stylem. Podle Blanda se funkční medicína zaměřuje na identifikaci dynamických procesů v těle, ke kterým dochází v důsledku různých poruch, a méně se zabývá dysfunkcemi nebo nemocemi.
Zastánci funkční medicíny se staví proti zavedeným lékařským poznatkům a odmítají jejich modely, místo toho přijímají model nemoci založený na pojmech „předchůdců“", „spouštěčů“ a „zprostředkovatelů“[10], které mají odpovídat základním příčinám, bezprostředním příčinám, respektive zvláštním charakteristikám nemoci člověka. Lékař zabývající se funkční medicínou z těchto faktorů sestaví „matrici“ („matrix“) a „časovou osu“, která slouží jako základ pro léčbu.

Mezi zásady praktiků funkční medicíny patří individuální přístup ke klientovi. Věří, že většině chronických onemocnění lze předcházet a vyléčit je. Mezi nejčastěji používané metody patří naslouchání klientovi, nutriční koučink, doplňky stravy a laboratorní testy.
Metody funkční medicíny může zahrnovat jednu nebo více z široké škály terapií, jako jsou např.:
- různé diety (např. eliminační dieta, dieta s vysokou rozmanitostí fytonutrientů (živin rostlinného původu), dieta s nízkou glykemickou zátěží)
- nutraceutika (např. vitamíny, minerály, esenciální mastné kyseliny, rostlinné látky)
- změnu životního stylu (např. zlepšení kvality spánku, zvýšení fyzické aktivity, snížení stresu, zanechání kouření)
- cvičení (aerobik, silový trénink, flexibilita)
- detoxikace
- akupunktura
- masáže
- meditace, řízené představy
- biofeedback

## Institut funkční medicíny
Funkční medicínu vymyslel chemik Jeffrey Bland, který spolu se Susan Blandovou roku 1991 založil Institut funkční medicíny (IFM) jako divizi společnosti HealthComm, firmy vyrábějící potravinové doplňky.

V témže roce Federální obchodní komise USA (FTC) uvedla, že společnosti HealthComm a Nu-Day Enterprises Jeffreyho Blanda nepravdivě uváděly, že jejich produkty mohou měnit metabolismus a pomoci hubnout. FTC zjistila, že Bland a jeho společnosti v roce 1995 porušili toto usnesení tím, že uváděli další přehnaná tvrzení. Dietní program UltraClear měl údajně přinést úlevu při gastrointestinálních potížích, zánětlivých a imunologických problémech, únavě, potravinových alergiích, působení rtuti, poruchách ledvin a revmatoidní artritidě.

Společnosti byly nuceny zaplatit občanskoprávní pokutu ve výši 45000 dolarů.
Naturopat a zakladatel Bastyr University Joseph Pizzorno je členem správní rady IFM.

## Funkční medicína v ČR
Nejznámějším praktikem funkční medicíny v ČR je MUDr. Jan Vojáček, CFMP (certifikovaný praktik funkční medicíny). Český klub skeptiků Sisyfos mu v roce 2020 udělil stříbrný Bludný balvan „za odvážnou redefinici epigenetiky a za téměř úspěšné znovuobjevování základního učiva normální a patologické fyziologie.“

### Institut funkční medicíny a výživy
Institut funkční medicíny a výživy založili roku 2017 Mgr. Eva Hájková MBA, Žaneta Kremsa, FNLP (Odborník na funkční výživu a životní styl) a MUDr. Jan Vojáček CFMP.

V rámci Institutu vznikla soukromá klinika funkční medicíny, výživy a naturopatie.

## Kritika
Léčba, postupy a koncepty zpravidla nejsou podloženy lékařskými důkazy.
Obor funkční medicíny je svými zastánci definován jen vágně. Onkolog David Gorski napsal, že tato nejasnost je záměrnou taktikou, která ztěžuje zpochybnění funkční medicíny, ale že obecně se její praxe soustředí na zbytečné a drahé testovací procedury prováděné ve jménu „holistické“ péče o zdraví.

Otevření center funkční medicíny při Cleveland Clinic Foundation a na Univerzitě George Washingtona označil David Gorski za „nešťastný“ příklad pronikání pseudovědeckého šarlatánství na lékařské akademické pracoviště.
Praktici funkční medicíny tvrdí, že diagnostikují a léčí stavy, které podle výzkumných studií neexistují, například únavu nadledvin a četné nerovnováhy v chemii organismu. Joe Pizzorno, významná osobnost funkční medicíny tvrdí, že 25 % lidí ve Spojených státech je otráveno těžkými kovy a musí podstoupit detoxikaci.
V roce 2014 Americká akademie rodinných lékařů (AAFP) zrušila udělování kreditů za kurzy funkční medicíny, protože některé její postupy označila za „škodlivé a nebezpečné“. V roce 2018 zákaz částečně zrušila, ale pouze proto, aby umožnila výuku přehledu o funkční medicíně, nikoliv její praktickou výuku.